# 克拉斯維爾 (印第安納州)
克拉斯維爾（英語：Klaasville）是位於美國印第安納州萊克縣的一個非建制地區。該地的面積和人口皆未知。